# Nattavaara
För andra betydelser, se Nattavaara (olika betydelser).
Nattavaara (lulesamiska: Nahtavárre) är en småort och tidigare tätort i Gällivare distrikt (Gällivare socken) i Gällivare kommun. När bygget av Malmbanan, 1887 nådde Råne älv etablerades stationssamhället Nattavaara på tallheden väster om Råneälven, cirka 5 km från den ursprungliga byn på berget, Nattavaara by. Nattavaara är en av landets kallaste orter och brukar därför ofta omnämnas i väderleksrapporterna på vintern med lägsta temperaturen i landet. Orten har en butik. 
Lulesamiska "nahta" betyder 'skaft' och "várre" betyder 'berg'. Precis som på många platser i Norrbotten har ortnamnet lånats och anpassats från samiska till finska, där "vaara" också betyder 'berg' medan "natta" inte har någon betydelse på finska.
Nattavaara blev Årets by år 2004. År 2012 invigdes en terminal för omlastning av virke mellan lastbil och tåg. Den nuvarande småorten Nattavaara benämndes som tätort Nattavaara Station. Vid  SCB:s ortsavgränsning 2020 blev samhället klassat som två småorter, där den södra benämns Nattavaara södra delen.

## Befolkningsutveckling
| Befolkningsutvecklingen i Nattavaara / Nattavaara station 1950–2015                                                                              | Befolkningsutvecklingen i Nattavaara / Nattavaara station 1950–2015 | Befolkningsutvecklingen i Nattavaara / Nattavaara station 1950–2015 | Befolkningsutvecklingen i Nattavaara / Nattavaara station 1950–2015 | Befolkningsutvecklingen i Nattavaara / Nattavaara station 1950–2015 |
| --- | ------------------------------------------------------------------- | ------------------------------------------------------------------- | ------------------------------------------------------------------- | ------------------------------------------------------------------- |
| |                                                                     |                                                                     |                                                                     |                                                                     |
| År |                                                                     |                                                                     | Folkmängd                                                           | Areal (ha)                                                          |
| 1950 | 1950                                                                |                                                                     | 285                                                                 | ##                                                                  |
| 1960 | 1960                                                                |                                                                     | 364                                                                 | 47                                                                  |
| 1965 | 1965                                                                |                                                                     | 275                                                                 | 47                                                                  |
| 1970 | 1970                                                                |                                                                     | 235                                                                 |                                                                     |
| 1975 | 1975                                                                |                                                                     | 209                                                                 |                                                                     |
| 1980 | 1980                                                                |                                                                     | 216                                                                 |                                                                     |
| 1990 | 1990                                                                |                                                                     | 172                                                                 | 42#                                                                 |
| 1995 | 1995                                                                |                                                                     | 163                                                                 | 42#                                                                 |
| 2000 | 2000                                                                |                                                                     | 153                                                                 | 43#                                                                 |
| 2005 | 2005                                                                |                                                                     | 136                                                                 | 44#                                                                 |
| 2010 | 2010                                                                |                                                                     | 115                                                                 | 43#                                                                 |
| 2015 | 2015                                                                |                                                                     | 114                                                                 | 48#                                                                 |
| Anm.: 1950 som Nattavara; 1960 som Nattavaara station; Upphörde som tätort 1990. ## Som tätort/befolkningsagglomeration 1920–1950. # Som småort. |                                                                     |                                                                     |                                                                     |                                                                     |

Vid folkräkningen 1890 fanns 144 personer som var skrivna i byn Nattavaara.